# Bárányhimlő
A bárányhimlő (latinul: varicella) az egyik leggyakoribb és legragályosabb, cseppfertőzéssel terjedő gyermekbetegség, amelyen a védőoltással nem védett emberek zöme még gyermekkorában átesik. Kialakulásának fő időszaka a 3 és 10 éves kor közötti időre tehető, de általában legkésőbb a 15 éves korig megtörténik. A csecsemők ritkábban kapják meg a szoptatási időszak alatt, mert az anyatejen keresztül az anya immunitását élvezik.
A betegséget a varicella-zoster vírus (herpeszvírus) (VZV) vagy más néven HHV-3 okozza, egyike a 8 ismert, emberre is veszélyes herpeszvírusnak.
A járványok időszaka főleg télre és tavaszra tehető. Akit egyszer megfertőzött a bárányhimlő, az általában egy életre védetté válik, de előfordulhat másodlagos fertőzés, ha az első túl enyhe lefolyású volt, vagy túl korán történt. A vírus a fertőzés lefolyása és a gyógyulás után megmarad a gerincoszlop melletti idegdúcokban, s később, ha a szervezet védekezőképessége legyengül, kiújulhat felnőttkorban övsömör formájában. A betegség könnyen gyógyul: a szervezet képes magától megbirkózni vele, de szövődmények minden tizedik esetben kialakulhatnak, nagyobb eséllyel felnőttkorban. Nevét is innen kapta: a „bárány” előtag szelíd, ártatlan, enyhe betegségre utal. Létezik ellene védőoltás.

## Terjedése
Közösségben az egyik leggyorsabban fertőző betegség. Ezért a legtöbb ember már gyermekkorában elkapja, így inkább gyermekbetegségként folyik le a fertőzés, de akár felnőttkorban is elkaphatja nem védett személy.
A betegség cseppfertőzéssel terjed, így a fertőzés főleg a testváladékok útján történhet, számtalan módon.
- Ha kapcsolatba kerülünk a hólyagok váladékával.
- Nyál által. Például evőeszközök, poharak, cumik és szájba vett játékok közös használatával, valamint köhögéssel.
- Orrváladékkal; ha például a fertőzött nem mos kezet, miután hozzáért az orrváladékához, vagy tüsszentéssel.
- Természetesen ezen váladékok a levegőben apró cseppenként is terjeszthetik a fertőzést, ha a beteggel egy légtérben 15 percél több időt tölt el valaki, főleg ha a helyiség szellőzése nem kielégítő.

Állatokat nem lehet megfertőzni a bárányhimlővel (és így természetesen az övsömörrel sem), csak emberről emberre terjed.

## Tünetei

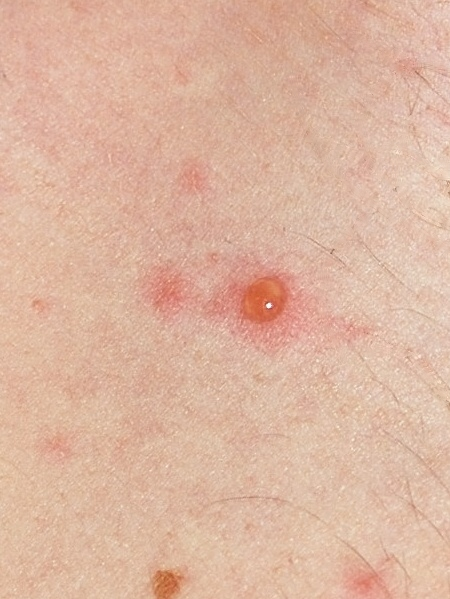
A hólyagok megjelenése már félreérthetetlen jele a bárányhimlőnek

Lappangási ideje két-három hét (legtöbb esetben 14-16 nap). A kiütések (makulák) megjelenése előtt két nappal már néhány esetben jelentkezhet enyhe láz, enyhe rosszullét, hasi- és torokfájdalom. Ebben az akár tünetmentes időszakban már fertőz a beteg, ami a hólyagok ún. pörkösödéséig tart. Ezért aztán nem ritka, hogy az óvintézkedések ellenére a családon belül egymás után többen is megfertőződnek.
Az esetek túlnyomó részében a fejen, törzsön és hason viszkető piros kiütések jelennek meg, amelyek később átterjednek az egész testre. Hólyagok formájában akár a szájon és nyálkahártyán is megjelenhetnek, ami fájdalomhoz és étvágytalansághoz vezet. Az apró pattanások idővel vízszerű folyadékkal telnek meg, közepük némileg behúzódik. Az első héten a tüneteket enyhe-közepes láz is kísérheti.
Ha nincsenek jellegzetes tünetek, gyanú esetén a vérből varicella-antigén kimutatásával lehet a betegséget diagnosztizálni.

## Lefolyása
A betegség gyermekkorban a tünetek megjelenése után általában 1-2 hét alatt lezajlik. A cseppfertőzéssel a szervezetbe kerülő vírus megfertőzi a légúti nyálkahártya sejtjeit, és kapcsolatba kerül a dendritikus sejtekkel (antigén-bemutató sejtek), amelyek elviszik a vírust a regionális nyirokcsomókba. Ott szaporodik, majd nagyjából a 4-6. napon megjelenik a vérben (elsődleges virémia), ekkor még tünetmentesen. Ezután a retikuloendoteliális sejtekben (retikuláris kötőszövetben található falósejtek) szaporodik, majd körülbelül a fertőzést követő 14. napon ismét nagy számban megjelenik a vérben (másodlagos virémia). Ekkor fertőzi meg a bőr sejtjeit is, és jönnek létre a hólyagok. A nyirokcsomóban megfertőződnek a T-limfociták is, amelyek vándorlásukkal gyakorlatilag beviszik a vírust a bőrbe. Mivel a bőr gazdag idegvégződésekben, azokon keresztül jut be a vírus az idegek dúcaiba, bár ez a véren keresztül is történhet.
A bőrön az első lépésben a ún. makulák jelennek meg, majd göbcsék (papulák) és végül a hólyagok (vezikulák). A hólyagok belseje lassan, néhány nap alatt zavarossá, gennyessé válik (pusztula). Ezután a közepe beszárad, pörkösödik, majd leválik és a gyógyulás következik. A pörk már nem fertőz.
A hólyagok száma néhány tucattól akár több százig terjedhet. Azon betegeknél, akik hajlamosak az ekcémára, több kiütés jelentkezhet. A másodikként vagy harmadikként megbetegedő családtagnál általában súlyosabb a bárányhimlő lefolyása.

## Kezelése

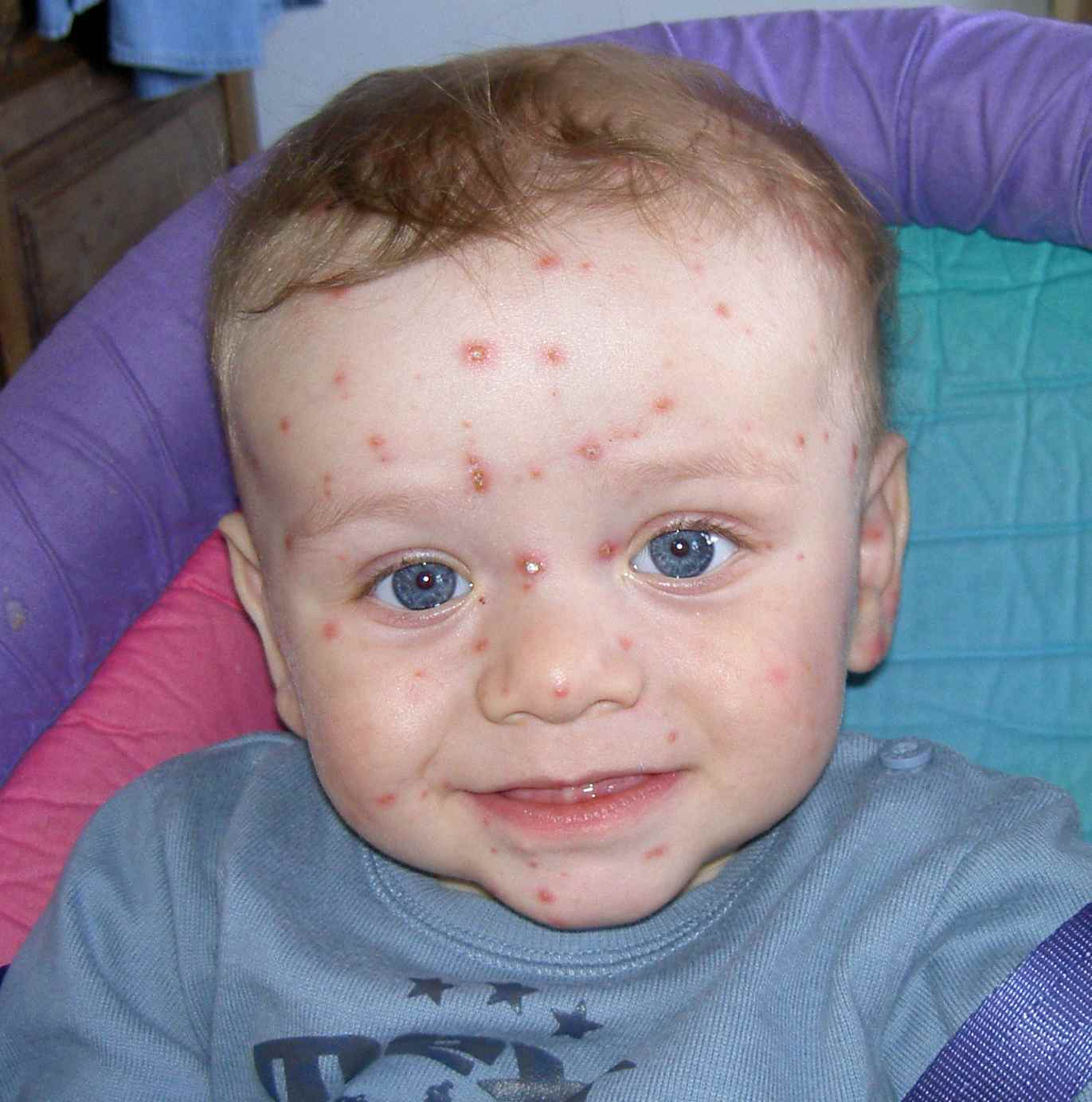
Bárányhimlővel fertőzött kisgyermek

Kezelése tüneti, ami az első héten, a hólyagos kiütések szakaszában ágynyugalomból, könnyű, pépes kosztból, s ha láz is fellép – lázcsillapításból áll. A viszketés enyhítésére nyugtatók és hintőporozás javasolt. A láz kezelésére nem használható aszpirintartalmú gyógyszer, mert 18 év alatt a bárányhimlő esetén ha ritkán is, de Reye-szindrómát okozhat. Maga a bárányhimlő spontán gyógyul, külön kezelést nem igényel. A problémát legtöbbször inkább a szövődmények jelentik, főleg legyengült immunrendszerű betegek esetén. A Reye-szindróma igen ritka, de életveszélyes kórkép, ami gyulladást és duzzanatot okoz az agyban, és elfajulást a májban. A szövődményekre a serdülőkor után mind nagyobb az esély.
Szövődménymentes betegség esetén a legnagyobb probléma, ha a beteg a sebeket elkaparja, ami ótvarhoz (impetigo) vezethet, ezért a gyermek körmét fertőzés alatt rövidre kell vágni és a hólyagokat kezelni kell a viszketés és a sérülés esetén előforduló felülfertőződés ellen. Viszketést csökkentő gyógyszerek, így például szájon át szedhető antihisztaminok is használhatók. Ha másodlagos bakteriális fertőzés alakul ki, antibiotikum alkalmazása szükséges.
A sebeket borogatni nem szabad és a rázókeveréket használni sem ajánlott, mert a hólyagok lefedése gennyesedéshez vezet, és tartós heg is marad a bőrön. Ehelyett száraz mentolos hintőporral kell kezelni, de azt is csak vékony rétegben. A bőrt szappannal és vízzel tisztára kell mosni. Ülőfürdő helyett zuhanyozás ajánlott hideg vagy langyos vízzel, akár naponta többször és utána törülközővel a vizet óvatosan itassuk fel, hogy a hólyagokat meg ne sértsük. Mivel a szájban is kialakulhatnak tünetek, kerüljük a nehezen fogyasztható, valamint a túl sós, savas, lúgos ételeket és italokat, mint például a narancslé. A bárányhimlős személy lehetőleg maradjon otthon a további felülfertőzések elkerülése végett.
Ha legyengült vagy hiányos immunrendszerű a beteg, szükség lehet antivirális gyógyszerrel segíteni a gyógyulást, amely az első két napon belül hatásos.

### Terhesség esetén fellépő fertőzés
A bárányhimlő a terhesség első három hónapjában a legveszélyesebb a magzatra, mert ekkor fejlődnek ki a szervei. Ez idő után a magzati károsodás kockázata folyamatosan csökken, de a várandós anya egészségét továbbra is veszélyezteti. A magzati állapotban átvészelt bárányhimlő után a magzat védetté válhat, de a gyermekkorban kialakulhat övsömör, ami csak felnőttkorban szokott előfordulni. A terhesség alatt az anyánál fellépő övsömör a magzatra nem veszélyes.
A szülés előtti öt napban szerzett betegség megfelelő kezelést igényel vagy különben a szülés után a babánál ún. progresszív varicella fordulhat elő, amely kezelés nélkül az esetek egyötödében végzetes kimenetelű.
A születés után szerzett betegség már jóval kisebb kockázatú.

### A védőoltás
A bárányhimlő ellen létezik védőoltás, amelyet Takahasi Micsiaki professzor fejlesztett ki és Japánban 1988 óta használnak. Magyarországon 1998 óta elérhető. A vakcinák élő, gyengített (attenuált) vírust tartalmaznak, ami siker esetén válaszra készteti az immunrendszert (99%-ban) megbetegedés nélkül. Az oltási sor minden korosztály számára két adagból áll. Az övsömör sikeres oltás esetén is elvileg előfordulhat, de kisebb eséllyel, mint a természetes megbetegedés esetén és enyhébb lefolyású lesz, de a gyakorlati tapasztalatokhoz még évtizedeket kell várni. A védőoltás keverése más oltóanyagokkal nem ajánlott.
A vélemények az oltás szükségességéről megoszlanak. A fő ellenérv, hogy a bárányhimlő gyors lefolyású, enyhe betegség, ami miatt kár vállalni bármilyen kockázatot, amit védőoltás beadása esetén esetleg fellépő mellékhatás jelenthet. Az oltás mellett szóló számos orvos viszont azzal érvel, hogy noha a betegség alapban valóban enyhe lefolyású és önmagában védőoltást nem igényelne, a minden tizedik esetben előforduló szövődmények kockázata már jóval nagyobb, mint amit a vakcina jelenthet. A 2006-os évben 444 beteget kellett bárányhimlő miatt kórházban kezelni Magyarországon. A védőoltás elterjedése, 1995 előtt az USA területén évente 100 ember halt meg – többségük egészséges volt a betegség előtt – és nagyjából 11 000 ember szorult kórházi ellátásra. A bárányhimlő a szövődmények eshetőségeivel együtt már korántsem olyan ártatlan betegség.
A vakcina 9 hónapos kortól adható, de ajánlott kor inkább a 15. hónap. A megfelelő immunitáshoz 2 oltás szükséges. Az oltás természetesen felnőttnek is beadható, ha még nem betegedett meg a bárányhimlővel. Oltással nagyjából 15-20 nap alatt alakul ki a védettség. Mivel ez hamarabb alakulhat ki, mint a megbetegedés, elvileg a megfertőződés utáni néhány napban van még értelme megpróbálni beadatni, és így akár elkerülhető a megbetegedés. 2019 szeptemberétől a bárányhimlő elleni vakcina felkerült a kötelező oltások listájára, a 13-16 hónapos gyermekek részére.

## A bárányhimlő szövődményei
Átlagban minden tizedik esetben fellép valamilyen szövődmény. Legtöbb esetben a szövődmények bakteriális fertőzések okozta gyulladások valamelyik szerven, bőrön vagy akár a vérben is. Ha a megbetegedés ideje alatt gyengébb volt az immunrendszer, akkor fokozottabban veszélyeztetett a beteg. A komplikációk eltérő súlyosságúak lehetnek, és nem minden szövődmény szorul kórházi ellátásra, de mindenképp tanácsos konzultálni orvossal gyanú esetén.
A következő tünetek bármelyike szövődmények fellépésére ad gyanút, és orvosi vizsgálatot igényel:
- Magas (38,8 °C) testhőmérséklet vagy több mint 4 napon át tartó láz
- Erős köhögés vagy nehéz illetve szapora légzés
- Egy elhatárolt területen a kiütések megváltoznak kinézetre vagy érzékenységre
- Erős fejfájás
- Koordinálatlan mozgás, ingatag járás.
- Gyakori fáradékonyság és a betegnek nehezére esik felébredni
- A beteg a fényre szokásosnál érzékenyebb
- A járás nehézkes, az ízületek fájnak
- A beteg zavarodott viselkedése
- Rosszullét vagy hányás
- Merev nyak

Súlyosabb esetekben kórházi ellátás is szükséges a szövődmények kezelésére. Ezek száma egy német felmérés szerint (2004-es adatközlésben) 100 000 lakosra statisztikailag 2,5-7 ilyen eset jut évente. Magyarországon ez az arány 2006-os adatok alapján 4,5 főt jelentett. Ritkán, akár végzetesek is lehetnek ezen szövődmények. A leggyakoribb ilyen betegségek:
- Tüdőgyulladás
- Májgyulladás
- Cerebellitis
- Agyvelőgyulladás
- Reye-szindróma (BNO G93.7): 18 éves kor alatt, szalicilsav (pl. aszpirin) -tartalmú lázcsillapító adása esetén fordulhat elő. Idegrendszeri és májproblémákat okozhat.
- Szívgyulladás
- Ízületi gyulladás
- Vérmérgezés
- Idegrendszeri problémák

## Övsömör

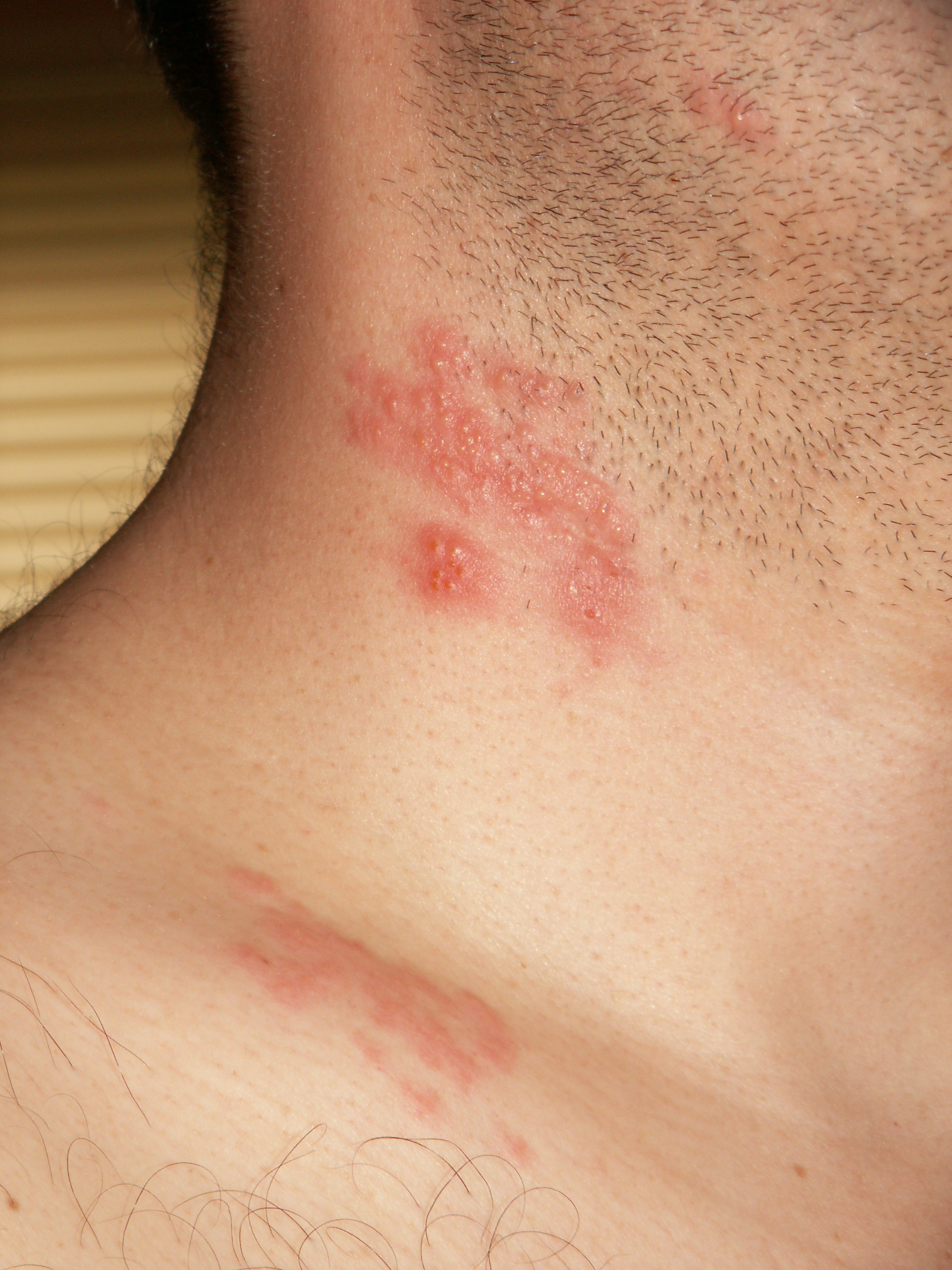
Övsömör (herpes zoster) a nyakon

A bárányhimlős fertőződés után a herpeszvírus nem pusztul el teljesen, hanem néhány idegdúcban megbúvik, és hosszú évek vagy inkább évtizedek után övsömör (Herpes zoster) formájában kiújulhat. A bárányhimlő ellen nem védett személy bőrkontaktus útján övsömörön keresztül is megfertőződhet bárányhimlővel (de az övsömört magát nem kaphatja el így). Az övsömör jellemzően idős korban jelentkezik, sokszor amikor az immunrendszer meggyengül, azonban a pontos mechanizmust nem ismerjük. Ritkán gyermeknél is előfordulhat, főleg ha magzati korban vészelte át a betegséget. Az övsömör ritkán újul ki.

### Tünete
Először az érintett bőrterületen a látható tünet, vagyis a hólyagok megjelenése előtt néhány nappal fájdalom jelentkezik (ún. prodromális fájdalom), amely enyhe, de rendkívül erős is lehet. Akkora is lehet, hogy a mellkason jelentkező fájdalom a szívinfarktus gyanúját keltheti, a hasi pedig vakbélgyulladásét. Emellett általános rossz közérzet és láz is jelentkezhet. Ebben a szakaszban sokszor szakemberek számára is nehéz az orvosi diagnózis felállítása. Ha nem jelentkeznek kiütések, vagy nem egyértelműek a látható tünetek, laboratóriumi módszerekkel is kimutatható a betegség, de ezen vizsgálatok akár több hetet is igénybe vehetnek.
A fájdalom után jelentkező hólyagok a bárányhimlőhöz hasonlóan néznek ki, és megfelelő kezelés esetén 2-3 hét alatt meggyógyulnak, de ennek hiányában 5-6 hét is lehet a gyógyulás időtartama. Legtöbbször a törzsön és szinte mindig féloldalt fordul elő, de ritkábban megjelenhet más testrészen is, azon idegpálya mentén, amely gerincvelői érzőidegdúcban a megbújt vírusok aktivizálódnak. Ez alapesetben csak az egyik oldalt érinti, azonban előfordulhat, hogy egyszerre több érzőidegdúcban lévő vírusok is aktivizálódnak és ilyenkor mindkét oldalon megjelenhetnek kiütések. A szem környékén jelentkező hólyagok veszélyesek lehetnek a szaruhártyára, mert fekélyt okozhatnak, ami vaksággal járhat. Szövődményként előfordulhat, hogy az akár heves fájdalom hónapokig, évekig megmarad (postherpeses neuralgia). Újabban kapszaicines tapasszal jó eredménnyel gyógyítják, amikor a fájdalomcsillapítók sem használnak.

### Kezelése
Létezik gyógyszer a betegség enyhítésére, de csak akkor hatásos, ha a tünetek jelentkezésétől egy héten belül alkalmazni kezdik a betegnél. Hatására gyorsulni fog a gyógyulási folyamat. A hólyagok megjelenése hasonló kezelést igényel, mint a bárányhimlő és figyelni kell a felülfertőződés elkerülésére. Néha szteroidos gyógyszerekre is szükség van. A fájdalom ellen adott fájdalomcsillapító gyógyszerek rendszerint hatástalanok vagy enyhe hatásúak.
| Első nap | Második nap | Ötödik nap | Hatodik nap |
| -------- | ----------- | ---------- | ----------- |
|          |             |            |             |

## A bárányhimlő története

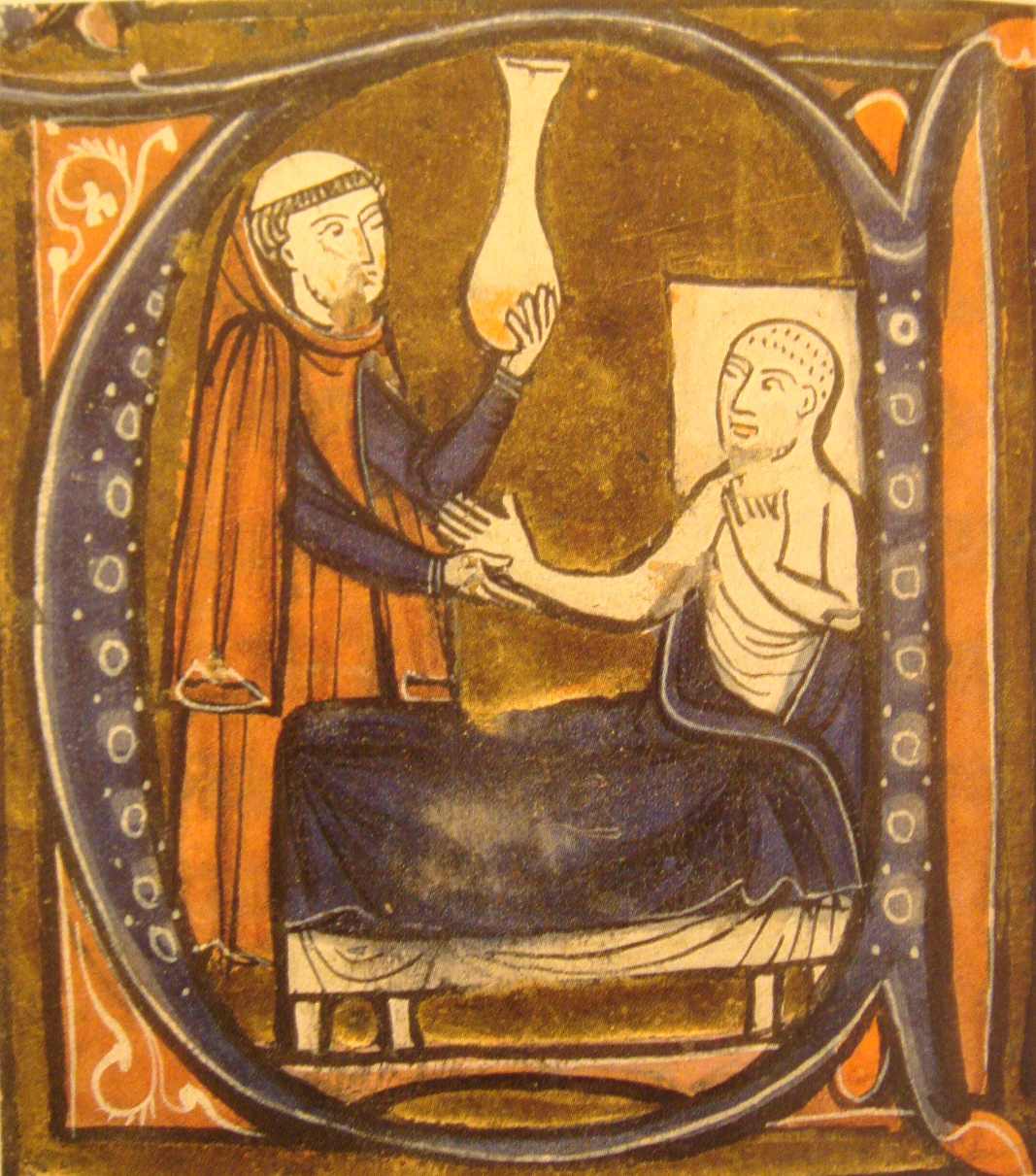
Abú Bakr Muhammad ibn Zakarijja ar-Rází

A bárányhimlőt hosszú ideig nem külön betegségként értelmezték, hanem úgy tartották, hogy a fekete himlőnek enyhébb lefolyása. Elsőként a neves perzsa tudós, Muhammad ibn Zakarijja r-Rázi (865–925) – akit a középkori Európai krónikák Rhazes néven említenek – írta le mint külön betegséget.
Az európai középkorban később az anatómiában jártas palermói Giovanni Filippo (1510–1580) írt le számos részletet a bárányhimlővel kapcsolatban. Ennek ellenére, még évszázadokig tartotta magát az a hiedelem, hogy a bárányhimlő nem tekinthető külön betegségnek, hanem más ismert himlőfajta könnyű lefolyása.
Végül 1767-ben egy angol orvos, William Heberden bizonyította be, hogy különálló betegségről van szó. E megállapítást persze csak fokozatosan fogadta el a szakma. Az 1800-as évek végi magyar orvosi feljegyzések is óvatosan fogalmaznak: „…sok hasonlatosságot mutat az igazi himlőhöz, ma azonban az orvosok túlnyomó része ettől egészen eltérő betegségnek tartja…”.
Az övsömör és a bárányhimlő közötti összefüggést először ifj. Bókay János írta le 1928-ban.